# Irish Coffee (band)
Irish Coffee is een Belgische rockband die opgericht werd in 1970 te Aalst. De leden kwamen van een andere band: The VooDoo.

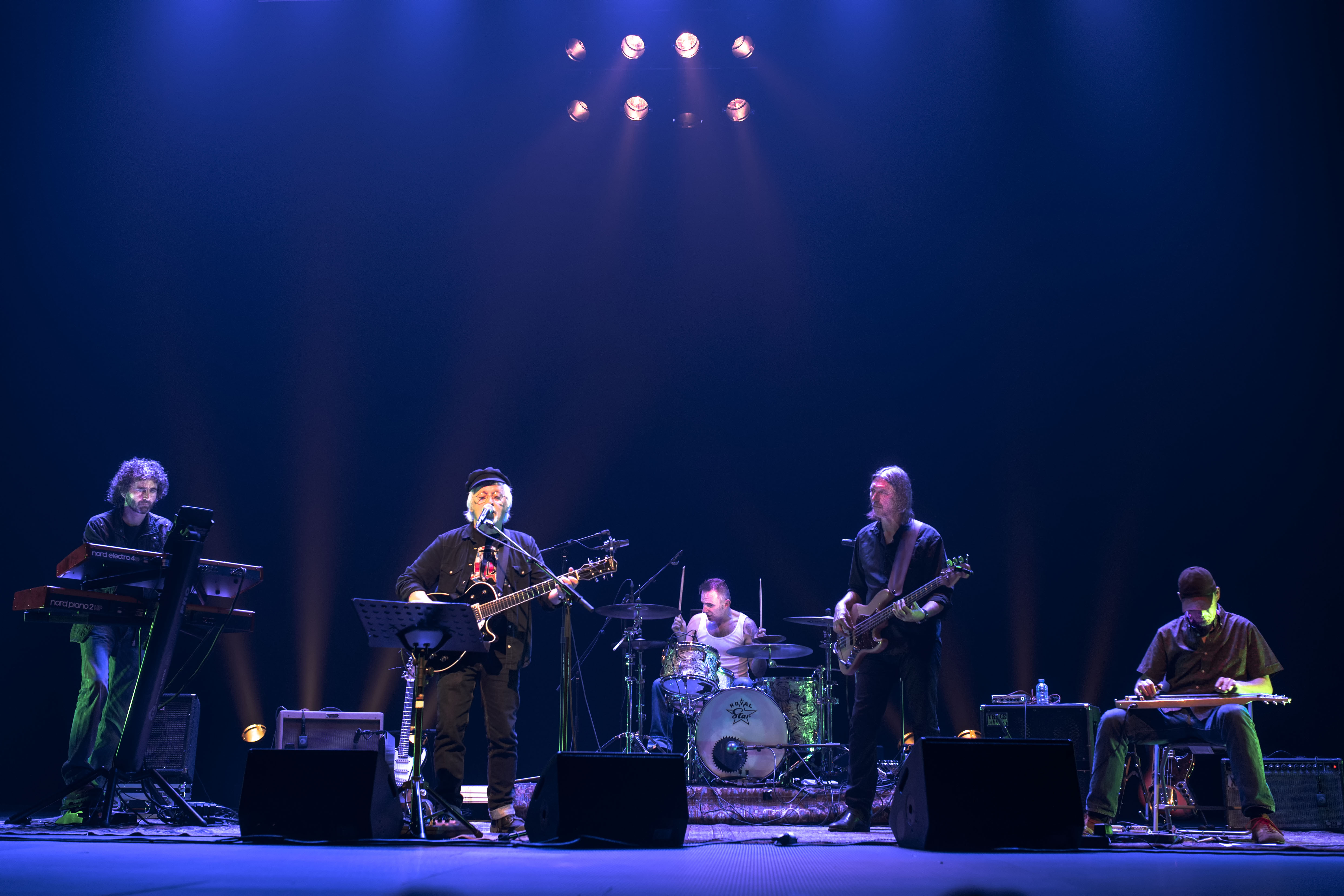
Irish Coffee

## Geschiedenis
Aanvankelijk speelde de groep alleen covers van grote internationale rockbands zoals Deep Purple, Led Zeppelin, The Who en The Kinks. In het jaar 1972 brachten ze echter een album uit met enkel originele nummers, getiteld: Irish Coffee. Van het eerdergenoemde album werden 1000 exemplaren geperst en kende indertijd een bescheiden succes. De single Masterpiece was een hitje in een aantal Europese landen. Hun langspeelplaten en singles zijn tegenwoordig gezochte collector's items. Ze speelden ook in het voorprogramma van onder meer Uriah Heep, Chicken Shack en Golden Earring.

### Stijl en prijzen
Hun muziek klinkt als een kruising tussen (hard)rock en blues. De groep werd destijds (officieus) uitgeroepen tot de beste rockband van België. Leadzanger William Souffreau kreeg in de jaren '70 ook de eer benoemd te worden als "beste zanger van België". William Souffreau was tot aan zijn dood nog altijd actief als soloartiest en bracht ondertussen al meerdere albums uit.

### Einde en reünie
In 1975 gingen de leden uit elkaar en stopten met Irish Coffee. In 2004 kwam er echter een reünie (met het album Irish Coffee 2 tot gevolg) en in 2008 bracht de groep nog een livealbum uit: Live Rockpalast - Harmonie Bonn - 21.12.2005.
In 2012 richtte zanger/gitarist /componist William Souffreau een nieuwe bezetting op als 3-piece band en bracht een nieuw album uit: Revisited. In 2017 werd When The Owl Cries uitgebracht.
In 2020 werd het album Heaven uitgebracht.
Een reünie van Irish Coffee met William Souffreau zal er niet meer inzitten. Hij overleed op 6 april 2023 op 76-jarige leeftijd.

## Bezetting

### Oorspronkelijke bezetting
- William Souffreau: zang, gitaar; bas (op Masterpiece en The Show)
- Jean Van Der Schueren: leadgitaar
- Willy De Bisschop: basgitaar
- Paul Lambert: hammondorgel
- Hugo Verhoye: drums
- Luc De Clus: leadgitaar op Witchy Lady en I'm hers
- Raf Lenssens: drums op Witchy Lady, I'm hers, Down down down en I'm Alive
- Dirk Dierickx: backing vocals op Masterpiece en The Show

### Bezetting 2002 - 2005
- William Souffreau: zang, gitaar
- Luc De Clus: leadgitaar
- Hugo Verhoye / Stef Vanstraelen: drums
- Franky Cooreman / Geert Maesschalck: bas
- Stany Van Veer: Chris Taerwe: orgel

### Bezetting 2012 - 2017
- William Souffreau: zang & leadgitaar
- Franky Cooreman: bas
- Kris Van der Cammen: drums

### Bezetting 2018 - heden
- William Souffreau: zang & gitaar
- Frank Van Laethem: gitaar
- Johan Ancaer: gitaar
- Erik Goetvinck: bas
- Bruno Beeckmans: drums

## Discografie

### Albums
- Irish Coffee (Triangle, 1971)
- Irish Coffee 2 (PMP/Fuzzy, 2004)
- Rockpalast - Harmonie, Bonn - 21.12.2005 (Second Battle, 2008)
- Revisited (Nuftone, 2015)
- When The Owl Cries (Starman Records, 2017)
- Heaven (Starman Records 2020)

### Singles
- Masterpiece / The Show (Triangle, 1971)
- Carry On / Child (Triangle, 1971)
- Down Down Down (Triangle, 1972)
- Witchy Lady / I'm Hers (Barclay), 1973)

## Trivia
- De uitvalsbasis van de band was de club El Gringo te Affligem.[1]
- In 2007 werd het originele album van Irish Coffee voor 1000 euro verkocht op eBay.[bron?]
- De groep zou ook heel populair zijn in Duitsland e.a.[bron?]